# Pointe-à-la-Croix
Pointe-à-la-Croix è un comune del Canada, situato nella provincia del Québec, nella regione di Gaspésie-Îles-de-la-Madeleine.